# Lijst van voetbalinterlands Antigua en Barbuda - Dominicaanse Republiek
Deze lijst van voetbalinterlands is een overzicht van alle officiële voetbalwedstrijden tussen de nationale teams van Antigua en Barbuda en de Dominicaanse Republiek. De landen speelden tot op heden zeven keer tegen elkaar. De eerste ontmoeting was een kwalificatiewedstrijd voor de Caribbean Cup 2001 op 3 maart 2001 in Saint John's. Het laatste duel, een groepswedstrijd tijdens de CONCACAF Nations League 2024/25, vond plaats in Devonshire (Bermuda) op 15 oktober 2024.

## Wedstrijden
| № | Plaats       | Datum            | Competitie                      | Wedstrijd                      | Uitslag |
| - | ------------ | ---------------- | ------------------------------- | ------------------------------ | ------- |
| 1 | Saint John's | 3 maart 2001     | Caribbean Cup 2001 kwalificatie | Antigua en Barbuda − Dom. Rep. | 2 − 3   |
| 2 | Georgetown   | 26 november 2006 | Caribbean Cup 2007 kwalificatie | Dom. Rep. − Antigua en Barbuda | 2 − 0   |
| 3 | Saint John's | 7 december 2012  | Caribbean Cup 2012              | Antigua en Barbuda − Dom. Rep. | 1 − 2   |
| 4 | Saint John's | 5 september 2014 | Caribbean Cup 2014 kwalificatie | Antigua en Barbuda − Dom. Rep. | 2 − 1   |
| 5 | Couva        | 11 oktober 2014  | Caribbean Cup 2014 kwalificatie | Dom. Rep. − Antigua en Barbuda | 0 − 0   |
| 6 | Devonshire   | 12 oktober 2024  | CONCACAF Nations League 2024/25 | Antigua en Barbuda − Dom. Rep. | 0 − 5   |
| 7 | Devonshire   | 15 oktober 2024  | CONCACAF Nations League 2024/25 | Dom. Rep. − Antigua en Barbuda | 5 − 0   |

## Samenvatting
| Competitie                 | Totaal gespeeld | Winst Antig. en Barb. | Gelijk | Winst Dom. Rep. | Doelsaldo Antig. en Barb. – Dom. Rep. |
| -------------------------- | --------------- | --------------------- | ------ | --------------- | ------------------------------------- |
| CONCACAF Nations League    | 2               | 0                     | 0      | 2               | 0 − 10                                |
| Caribbean Cup              | 1               | 0                     | 0      | 1               | 1 − 2                                 |
| Caribbean Cup-kwalificatie | 4               | 1                     | 1      | 2               | 4 − 6                                 |
| Totaal                     | 7               | 1                     | 1      | 5               | 5 − 18                                |

Wedstrijden bepaald door strafschoppen worden, in lijn met de FIFA, als een gelijkspel gerekend.